# تاکاهیسا ززه
تاکاهیسا ززه (به ژاپنی: 瀬々敬久 Zeze Takahisa) یک کارگردان فیلم و فیلم‌نامه‌نویس ژاپنی است که بیشتر برای ساخت فیلم‌های صورتی در دهه ۱۹۹۰ شناخته می‌شود.